# Tang Dynasty
Танчао (唐朝 — кит. Tang Dynasty - анг. династия Тан) — китайская рок-группа, играющая в стилях арт-рок, хэви-метал и прог-метал. Часто считается первой в Китае группой, начавшей играть хэви-метал.

## История
«Династия Тан» впервые получила известность после выхода в 1992 году их одноименного дебютного альбома, распроданного тиражом около 2 млн экземпляров, не считая пиратских копий. Звучание группы сочетает прог-рок и арт-рок с традиционным китайским вокалом. Тексты песен и общий стиль аранжировок являются отсылкой ко временам древнего Китая, в частности — эпохе династии Тан.
Группа быстро завоевала лидерство на китайской рок-сцене, а гитарист Лю Ицзюнь (кит. 刘义军), выступавший под именем Лао У, получил репутацию первого в Китае гитариста-виртуоза.
В 1995 году триумф группы был омрачён трагической гибелью в автокатастрофе Чжан Цзюя. 11 мая басист возвращался от своего друга Чэнь Цзиня (также рок-музыканта) и, управляя мотоциклом, столкнулся с грузовиком на путепроводе Цзычжуцяо (кит. мост Лилового Бамбука) в западном Пекине. Для «Династии» гибель Чжана оказалась тяжёлой утратой. В 1996 году группу покинул Лю Ицзюнь. Его заменил участник первого состава Кайзер Го Игуан, потомок эмигрантов в США, основавший группу в 1989 году вместе с Дин У и Чжан Цзюем.
Вышедший в 1999 году, спустя 7 лет после дебютного, «Эпос» стал вторым альбомом группы. «Эпос» в целом продолжил концепцию, принесшую успех дебютному альбому: основа его также состояла из нескольких удачно подобранных прог-металлических композиций. Однако в нём гораздо сильнее элемент хэви-метала и значительно меньше — этно-рока. Критика довольно прохладно отнеслась к альбому, но среди поклонников он приобрёл большую популярность, вызвав, как и предшествующий ему, волну пиратских копий.
В июне 1999 года Кайзер Го вновь ушёл из группы и несколько позже сформировал другой известный коллектив — «Чуньцю» (кит. весна и осень). На некоторое время его место занял бывший фронтмен «Iron Kite» Юй Ян, в конце 2000 года его сменил молодой виртуоз Чэнь Лэй. В 2002 году в состав группы вернулся Лао У, и манера исполнения группы стала основываться на взаимодействии двух гитар (Чэнь Лэй и Лао У) с неожиданно проявляющимися яркими партиями третьей гитары (Дин У).
В середине 2008 года «Династия Тан» выпустила свой третий альбом «Странствующий рыцарь» (кит. Ланмань циши), сильнейшей в котором признана композиция «Книга перемен» (кит. Фэншаньцзи).
В январе 2009 года Лао У вновь объявил о своём уходе «по личным причинам» и «в соответствии с музыкальной идеей группы». В настоящее время он сотрудничает с австрийским музыкантом, работающим в жанре неоклассического рока. На 2010 год запланирован выход совместного альбома.
Дин У на данный момент выполняет обязанности второго гитариста, и концерты группы в этом составе продолжаются.
Группа включена в документальный фильм Global Metal канадского антрополога Сэма Данна.

## Состав

### Нынешний состав
[когда?]
- Дин У — вокал (с 1988), гитара (с 2002)
- Чэнь Лэй — гитара (с 2000)
- Гу Чжун — бас-гитара (с 1996)
- Чжао Нянь — ударные (с 1988)

### Бывшие участники
- Чжан Цзюй — бас-гитара (1988—1995)
- Кайзер Го — гитара (1988—1990, 1996—1999)
- Эндрю Сабо
- Юй Ян — гитара (1999—2000)
- Лао У (Лю Ицзюнь) — гитара (1990—1996, 2002—2009)

## Дискография
- 1992 — «Tang Chao»
- 1999 — «Epic»
- 2008 — «Langman Qishi»